# 대변항
대변항(大邊港)은 부산광역시 기장군 기장읍 대변리에 있는 어항이다. 1971년 12월 21일 국가어항으로 지정되었다. 관리청은 해양수산부 동해어업관리단, 시설관리자는 기장군수이다.

## 연혁
- 대변항이 위치한 기장읍 대변리의 이름은 조선 후기에 지금의 대변항을 대변포(大邊浦)라고 불렀던 것에서 유래하였다. 이는 '대동고(대동미 창고) 부근의 포구'라는 뜻인 대동고변포(大同庫邊浦)의 줄임말이다.[1]

1914년 부군면 통폐합 때 대변포 동쪽의 용암(龍岩) 마을과 서쪽의 무양(武陽) 마을을 합쳐 대변포에서 '포'를 뗀 '대변'을 리(里)의 이름으로 붙였다.
- 1993년 시설정비계획을 수립하고 1995년 환경영향평가를 실시하면서 동방파제 공사를 착수했으며, 2001년 남방파제 공사를 착수했다.

## 어항구역
이 항의 어항구역은 다음과 같다.
- 수역: 동방파제 기부측 호안 시점에서 정남으로 해상 890m 지점과 이점에서 N85°W방향으로 490m점과 이점에서 정북으로 80m점과 이점에서 정동으로 105m점과 이점에서 N11°W방향으로 570m점과 이점에서 정서로 죽도측 해안선과 연결하고 죽도측 북서측 해안선 돌출부에서 S60°W방향으로 육지와 연결하는 선을 따라 형성된 공유수면[4]
- 육역: 기장읍 연화리 119-10 외 4필지, 기장읍 대변리 203-22 외 14필지 (상세내역은 생략)[5]

## 어항 개발·정비계획
- 2009년 9월 14일 본 항에 대한 어항기본계획이 변경 고시되었다.[6] 변경된 기본계획은 다음과 같다.
  - 동방파제 550m, 남방파제 260m, 물양장 1,426m, 호안 637m, 준설 1식
- 아울러, 2009년 9월 14일 본 항구에 대한 어항정비계획이 고시되었다.[6] 정비계획 물량은 다음과 같다.
  - 선양장 40m, 멸치털이장 120m, 보도교량 65m, 친수공간 1식, 부대시설 1식
- 동해어업관리단은 관광 기능이 겸비된 새로운 '다기능 어항'으로 개발 중인 부산 기장군 대변항을 당초 2012년까지 준공하려던 계획을 앞당겨 2011년말까지 완공할 예정이라고 밝혔다.[7]

## 어항 시설
- 방파제 810m, 물양장 919m, 호안 809m

## 문화
- 대변항은 옛 어항의 풍경을 잘 보존하고 있어서 영화  《친구》가 촬영된 어항이다.
- 2003년 2월에 대변 마을이 '아름다운 어촌 100선'에 선정되었다.[8]
- 2005년 4월에 해양수산부에서 대변 마을을 '4월의 어촌'으로 선정하였다.[9]

## 특산품

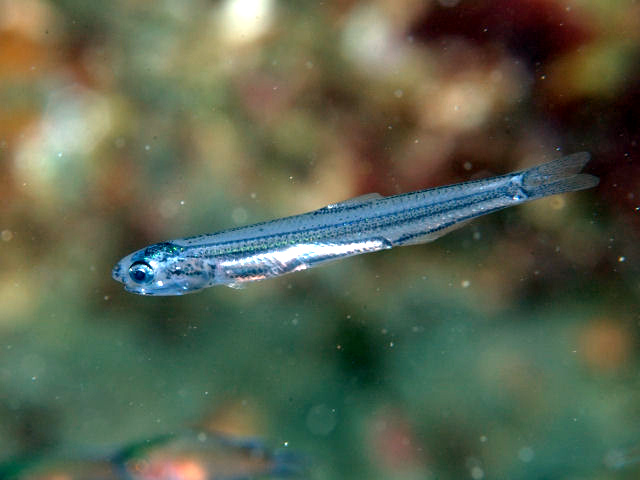
멸치

- 대변항은 부산과 경주 감포 사이에서는 가장 큰 어항으로 기장 멸치의 본고장이다. 이곳의 멸치는 영양과 맛에서 모두 손꼽혀서 젓갈과 횟감으로 인기가 높으며 기장의 유일한 섬인 죽도 주변에서 채취하는 미역은 전국적으로 유명하다.[10] 대변항에서 생산되는 멸치는 국내 멸치 생산량의 60％ 이상을 차지한다.[11]
- 대변항에서 생산되는 멸치젓갈은 2009년 기준 연간 3천 900톤(약 40억원) 상당으로 우리나라 전체 멸치 젓갈의 약 15%를 차지하고 있다. 특히 매년 4월에 열리는 '대변 멸치축제; 기간에는 하루 평균 10만명의 관광객이 몰리는 등 국내 대표적인 지역축제로 자리매김하고 있다.[7]
- 대변항 주변 바다에는 플랑크톤이 풍부해서 전국 최고의 미역 양식장으로 각광받고 있다.

## 월드컵기념등대공원
- 2002년 FIFA 월드컵 4강 진출을 기념으로 2002년에 당시 공인구인 피버노바를 형상화했다. 등대 주변에는 FIFA 월드컵과 공식 경기구 역사를 바라본다.

## 주변관광명소

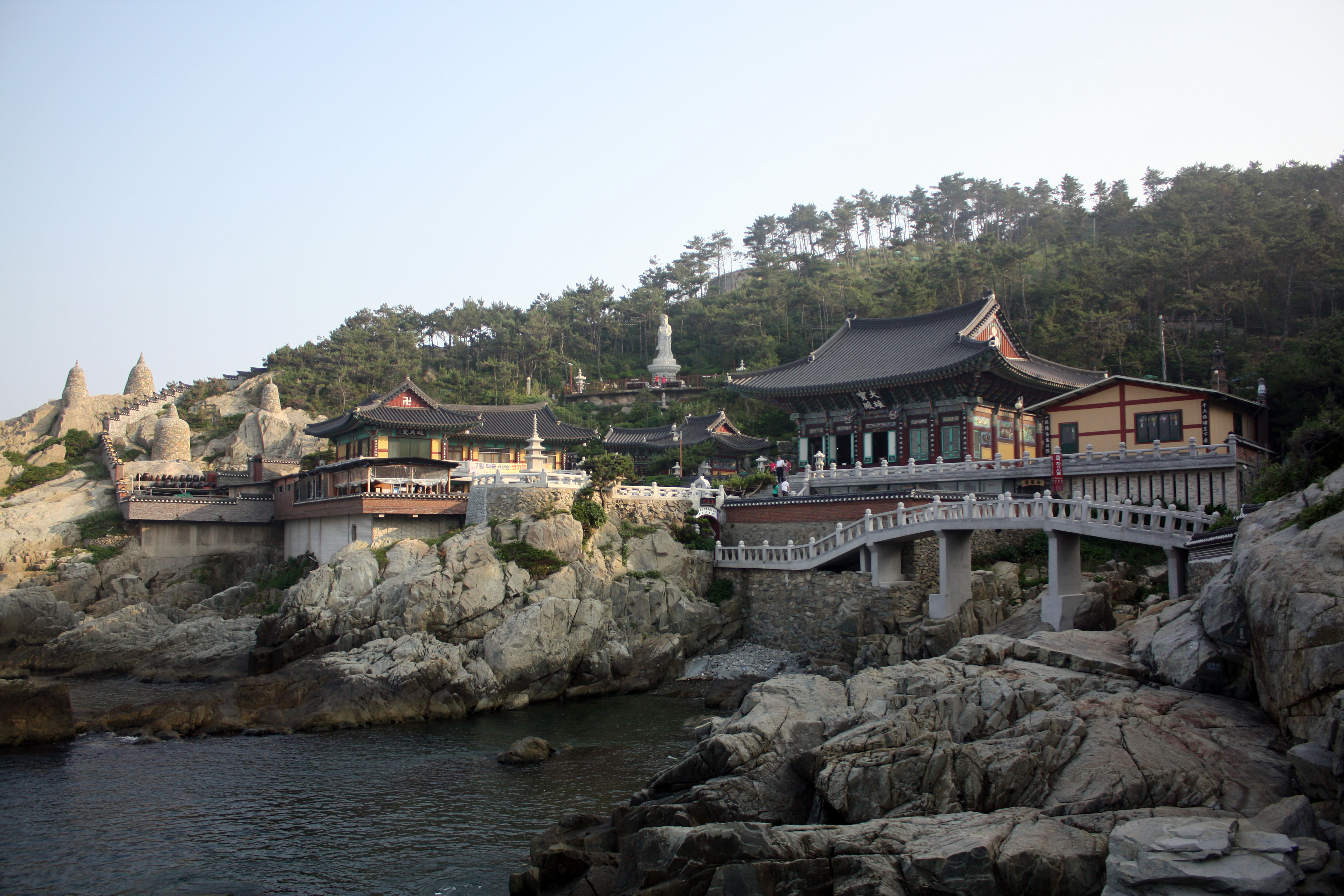
해동용궁사

- 해동용궁사 : 바닷가 갯바위 위에 세워진 특이하면서도 볼거리 많은 사찰이다.
- 송정해수욕장 : 부산광역시 해운대구 송정동에 있으며, 한국의 동해[12]에서 가장 남쪽의 해수욕장이다. 번잡하고 화려한 분위기인 부산 남해의 해수욕장(해운대해수욕장, 광안리해수욕장 등)에 비해 조용하고 아늑하며 수질이 깨끗하다.
- 일광해수욕장 : 부산광역시 기장군 일광읍에 위치한 해수욕장이다. 수심이 얕고 파도가 약해서 어린이를 동반한 피서객에 적당하다. 기장군 주민들의 대표적 피서지이다.